# Síndrome de Bernard-Soulier
El Síndrome de Bernard-Soulier también llamado distrofia trombocítica hemorrágica es una enfermedad rara genética de herencia autosómica recesiva que afecta la correcta  coagulación debido a la deficiencia de la glicoproteína Ib, receptor para el factor de von Willebrand, alterando de esta forma la hemostasia primaria.
Se estima que la incidencia es menor a 1 en un millón de personas, basado en casos de Europa, Norteamérica y Japón. Se caracteriza además por tener plaquetas de gran tamaño (plaquetas gigantes)

## Etiología
El origen del síndrome es de causa genética, existiendo alteración en las proteína de la membrana plaquetaria. Existen tres formas
- Tipo A - GP1BA
- Tipo B - GP1BB
- Tipo C - GP9

## Presentación
Se caracteriza por un tiempo de sangrado prolongado, trombocitopenia, megacariocitos aumentados, macroplaquetas y disminución en la vida media plaquetaria. El síndrome está asociado con déficit cuantitativos y cualitativos del complejo glicoprotéico GP1b/V/IX. El defecto produce la incapacidad de que las plaquetas se agreguen y se unan a los sitios de la lesión endotelial. El grado de trombocitopenia puede ser estimado incorrectamente debido a que el conteo de plaquetas se hace por procesos automatizados en donde al existir plaquetas de gran tamaño pueden no ser cuantificadas. Típicamente, las plaquetas del síndrome de Bernard-Soulier no se agregan con ristocetina y este defecto no es corregido con la adición de plasma normal, con lo cual se diferencia de la enfermedad de Von Willebrand.

## Síntomas
- Epistaxis
- Gingivorragia
- Ser propenso a equimosis
- Metrorragia
- Sangrado prolongado posterior a intervención quirúrgica

## Diagnóstico
El diagnóstico se basa en la clínica más las pruebas de:
- Tiempo de Sangrado (orienta el diagnóstico)
- Frotis con macroplaquetas
- Prueba de agregación con ristocetina que no responde a la adición de plasma.

## Tratamiento
El evento es sintomático. Los eventos de sangrado pueden ser muy severos, teniendo que controlarse con transfusiones de plaquetas. La mayoría de los heterocigotos, con muy pocas excepciones, no sufren de sangrado fácil.

## Epónimo
El síndrome lleva el nombre del Dr. Jean Bernard y Jean Pierre Soulier